# Комаров (Шептицкий район)

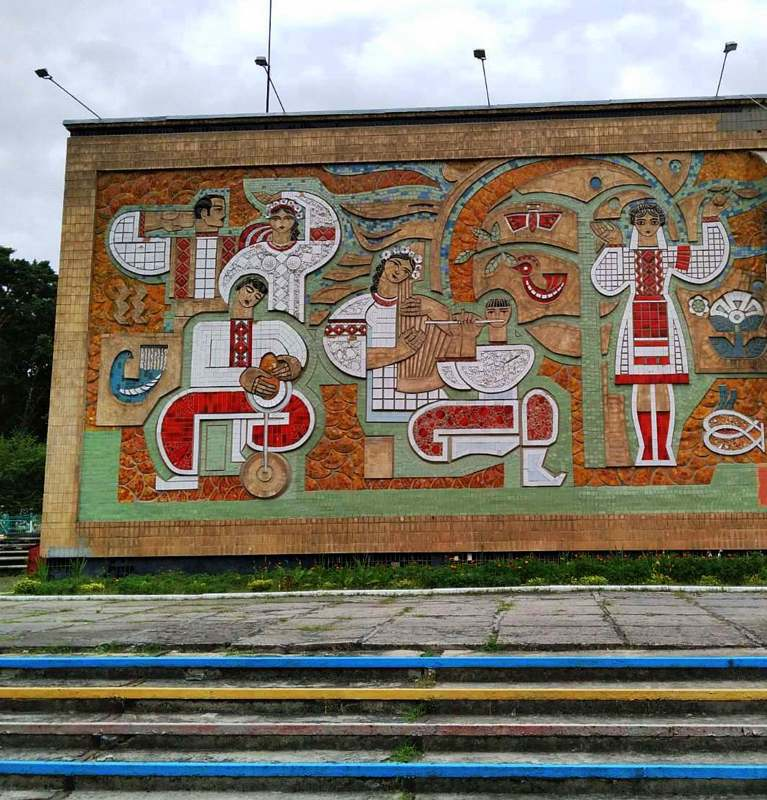
Мозаика на кинотеатре оздоровительно-лечебного комплекса «Ровесник» с. Комаров

Комаров (укр. Комарів) — село в Сокальской городской общине Шептицкого района Львовской области Украины.
Население по переписи 2001 года составляло 765 человек. Занимает площадь 0,176 км². Почтовый индекс — 80080. Телефонный код — 3257.

## История
До 1934 г. независимая индивидуальная гмина во Второй Польской республике. Тогда она принадлежал коллективной сельской гмине Город Тартаков в районе Сокаля в Львовском воеводстве. Благодаря новой государственной границе на реке Буг село и вся территория гмины вошли в состав Советского Союза.
С ноября 1943 года по апрель 1944 года украинские националисты убили 59 поляков в Комарове и разрушили местную церковь. 10 апреля 1944 немцы и польские полицаи повели совместное наступление на село, который отразила УПА.